# Tetrafobia

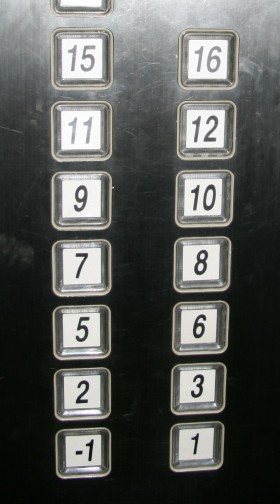
I tasti di un ascensore in un complesso residenziale di Shanghai: mancano i piani 4, 13 e 14.

La tetrafobia è una forma di avversione o paura del numero 4. Si tratta di una superstizione molto comune in paesi dell'Asia orientale, come la Cina, il Giappone, la Corea e Taiwan.

## In Asia
In lingua cinese, la parola che indica il "quattro" (四, pinyin: sì, jyutping: sei3) ha un suono molto simile alla parola "morte" (死, pinyin: sǐ, jyutping: sei2) in molte forme del cinese parlato. Analogamente, in lingua giapponese e in coreano, le parole che indicano il quattro, shi (四, giapponese) e sa (사, coreano), hanno un suono identico alla parola morte in entrambe le lingue.
Viene posta una particolare cura nell'evitare occorrenze o allusioni al numero 4 durante le festività, o quando un membro della famiglia è ammalato, specialmente nella cultura cinese. I numeri 14, 24, ecc. sono anch'essi da evitare, a causa della presenza della cifra 4. In questi Paesi, nelle costruzioni, come gli hotel, gli uffici, gli appartamenti e gli ospedali, i piani con questi numeri vengono spesso saltati. Nei pranzi matrimoniali o in altre occasioni conviviali, spesso, si evita di numerare i tavoli 4, 14, 24, ecc. In molti complessi residenziali, i numeri civici 4, 14, 24 ecc. sono spesso sostituiti con 3A, 13A, 23A, ecc.
Analogamente nei cortili delle siheyuan, le case tradizionali cinesi, non vengono mai piantati alberi in numero di quattro, nei vasi dei bonsai non vengono mai messe quattro piante. Nel gioco del weiqi una pedina circondata da quattro pedine avversarie muore e viene immediatamente rimossa dal goban.
A Hong Kong, alcuni grattacieli come il Vision City e The Arch saltano tutti i piani dal 40 al 49: subito sopra il piano 39/F c'è il 50/F.
Un'altra manifestazione di questa fobia tradizionale è il fatto che la nomenclatura della loro aviazione militare parte col numero 5, come nell'aereo da combattimento "Shenyang J-5"; nella marina militare taiwanese e coreana non viene usato il numero 4 quando si tratta di assegnare il pennant number alle imbarcazioni.
In Corea, la tetrafobia è meno presente, ma il piano numero 4 viene ugualmente quasi sempre saltato negli ospedali e negli edifici pubblici. Altrove, negli ascensori il quarto piano viene talvolta indicato con "F" (four, quattro in inglese) invece che con "4". I numeri civici contenenti più occorrenze del numero 4 (come ad esempio 404) sono preferibilmente evitati, altrimenti lo stesso valore della proprietà ne risulterebbe compromesso.

## In Italia
Nella smorfia toscana (usata per esempio giocando a tombola) si dice che il quattro rappresenti una bara e quindi porti sfortuna. Quest'associazione si legge anche in alcune versioni della Smorfia napoletana, sebbene in alcuni casi il significato dei numeri cambi a seconda della zona d'Italia (per esempio in Toscana il 47 è il morto che parla, mentre nella Smorfia napoletana il 47 è il morto e il 48 il morto che parla).